# Anolis rupinae
Anolis rupinae este o specie de șopârle din genul Anolis, familia Polychrotidae, descrisă de Williams și Webster 1974. Conform Catalogue of Life specia Anolis rupinae nu are subspecii cunoscute.